# Maurizio Giadini
Maurizio Giadini (Varese, 12 settembre 1976) è un ex cestista e allenatore di pallacanestro italiano.

## Carriera
Cresciuto nelle file della Pallacanestro Varese, dove parteciperà alla vittoria dello scudetto della stella (il decimo della società varesina), nel dicembre del 1999 si trasferisce a Roseto in LegaDue. L'anno successivo passa a Novara, per poi finire a Casale Monferrato nella stagione 2003-04. Dal 2004 al 2008 si stabilisce a Soresina, dove avrà un ruolo fondamentale nella promozione in LegaDue. Nel 2008 passa in serie A Dilettanti con Castelletto Ticino, al termine del contratto si accasa alla neonata società PMS Basketball Torino, nel campionato di B dilettanti (DNB), con la quale ottiene la promozione in A-dilettanti. Durante l'estate del 2012 passa al Basket Lecco, società neopromossa in DNB. Nel 2013 firma con la Gessi Valsesia Basket, che partecipa al campionato di DNC, rimanendo l'ultimo giocatore in attività della Pallacanestro Varese che vinse lo scudetto della stella; al termine della stagione, ottiene la promozione in Serie B con il Valsesia Basket. Nel 2014 firma con il College Borgomanero. Alla fine della stagione 2017-18 decide di ritirarsi all'età di 41 anni e di proseguire con il College Borgomanero la carriera da allenatore.

## Palmarès
- Campionato italiano: 1

Pall. Varese: 1998-99
- Supercoppa italiana: 1

Pall. Varese: 1999